# 代数学賞
代数学賞（だいすうがくしょう）は日本数学会代数学分科会の学術賞。毎年1名から2名が授賞する。日本数学会は、広い意味での代数学に発展に著しく貢献した人に授賞事業を行なっている。1998年創設。受賞者には、賞状と賞金10万円が与えられる。

## 受賞者

### 1998年度
- 梅村浩（名大多元数理）：パンルヴェ方程式と微分ガロワ理論の研究
- 斎藤毅（東大数理）：数論幾何におけるガロワ表現の研究

### 1999年度
- 藤原一宏（名大多元数理）：数論的幾何の研究
- 宮本雅彦（筑大数学）：頂点作用素代数と有限単純群モンスターの研究

### 2000年度
- 原田耕一郎（オハイオ州立大）：有限単純群の研究

### 2001年度
- 池田保（京大理）：保型形式の研究
- 庄司俊明（理科大理工）：有限シュヴァレイ群の表現論の研究

### 2002年度
- 栗原将人（都立大理）：岩澤理論の研究

### 2003年度
- 渡辺敬一（日大文理）：可換環論の研究とその特異点理論への応用

### 2004年度
- 寺杣友秀（東大数理）：周期積分と多重ゼータ値の研究

### 2005年度
- 松本耕二（名大多元数理）：ゼータ関数の解析的挙動の研究
- 中村郁（北大理）：アーベル多様体のモジュライ空間とヒルベルト概型の研究

### 2006年度
- 花村昌樹（東北大理）：モチーフの研究
- 吉田敬之（京大理）：保型形式と周期の研究

### 2007年度
- 坂内英一（九大数理）：代数的組合わせ論の研究
- 吉岡康太（神戸大理）：ベクトル束のモジュライの研究

### 2008年度
- 伊山修（名大多元数理）：高次Auslander–Reiten理論の研究
- 谷崎俊之（阪市大理）：リー代数と量子群の表現の研究
- 並河良典（阪大理）：3次元Calabi–Yau多様体と正則シンプレクティック幾何

### 2009年度
- 小木曽啓示（慶大経済）：一般化されたカラビ-ヤウ多様体の研究
- 雪江明彦（東北大理）：概均質ベクトル空間の数論的・幾何学的研究

### 2010年度
- 都築暢夫（東北大理）：p進コホモロジーとp進微分方程式の研究
- 寺尾宏明（北大理）：超平面配置の代数と幾何の研究

### 2011年度
- 石井志保子（東大数理）：特異点とアーク空間の研究

### 2012年度
- 伊吹山知義（阪大理）：ジーゲル保型形式とゼータ関数の研究
- 後藤四郎（明治大理工）：局所環および次数付き環の研究
- 金銅誠之（名大多元数理）：K3曲面の幾何と保型形式

### 2013年度
- 荒川知幸（京大数理研）：無限次元リー代数およびW代数の表現論の研究
- 市野篤史（京大理）：保型表現とその周期の研究

### 2014年度
- 古庄英和（名大多元数理）：Grothendieck-Teichmüller理論と多重ゼータ値に関する研究
- 吉野雄二（岡山大理）：Cohen-Macaulay表現論の研究

### 2015年度
- 加藤周（京大理）：量子群とヘッケ代数の幾何学的研究

### 2016年度
- 桂田英典（室蘭工大工）：多変数保型形式のL函数と周期の研究
- 蔵野和彦（明大理工）：局所環上の交点理論とCohen-Macaulay加群論への応用
- 齋藤政彦（神戸大理）：接続のモジュライ空間とパンルヴェ型微分方程式

### 2017年度
- 桂利行（法政大理工）：正標数の代数幾何学
- 金子昌信（九大数理）：準保型形式と多重ゼータ値の研究
- 橋本光靖（岡山大自然科学）：不変式論およびその可換環論への応用

### 2018年度
- 佐藤周友（中央大理工）：数論的スキームに対する新しいコホモロジー理論とその応用
- 内藤聡（東工大理）：量子アフィン代数の表現論
- 日比孝之（阪大情報科学）：計算可換代数と組合せ論

### 2019年度
- 髙木俊輔（東大数理）：標数0の特異点とF特異点
- 小林真一（九大数理）：楕円曲線の岩澤理論の研究

### 2020年度
- 岡田拓三（佐賀大理工）：ファノ多様体の双有理的森ファイバー構造の研究と有理性問題への応用
- 髙橋亮（名大多元数理）：可換環の加群圏の部分圏の研究

### 2021年度
- 朝倉政典（北大理）：代数的 K 群および代数的サイクルに関するレギュレーターの研究
- 山木壱彦（京大国際高等教育院）：幾何的ボゴモロフ予想に関する研究

### 2022年度
- 藤野修（京都大学大学院理学研究科）：小平消滅定理の一般化と双有理幾何への応用
- 古澤昌秋（大阪市立大学大学院理学研究科）：保型L函数の特殊値と周期に関する研究
- 毛利出（静岡大学大学院総合科学技術研究科）：Artin-Schelter正則代数の分類とその表現論への応用

### 2023年度
- 權業善範（東京大学大学院数理科学研究科）：高次元極小モデル理論の構築とその応用
- 若槻聡（金沢大学理工研究域数物科学系）：ジーゲル保型形式の明示的次元公式の研究

### 2024年度
- 浅芝秀人（静岡大学）：有限次元代数の表現論とその応用
- 中村健太郎（佐賀大理工）：階数2のp進ガロア表現の岩澤理論の研究

### 2025年度
- 阿部紀行（東京大学大学院数理科学研究科）：代数群の表現論の研究
- 田中公（東京大学大学院数理科学研究科）：正標数の代数多様体の研究

()内の大学名は受賞当時